# Andrzej Wieloński
Andrzej Tadeusz Wieloński (ur. 1947) – polski geograf (dr hab.) z zakresu geografii ekonomicznej i geografii przemysłu.
Andrzej Wieloński jest profesorem Uniwersytetu Warszawskiego pracującym na Wydziale Geografii i Studiów Regionalnych. Od wielu lat zajmuje się problematyką teorii lokalizacji działalności gospodarczej.

## Publikacje
- Przewodnik do ćwiczeń z geografii przemysłu, współautor Wojciech Kaczorowski, Uniwersytet Warszawski, Wydział Geografii i Studiów Regionalnych, 1979
- Przewodnik do ćwiczeń z geografii przemysłu i transportu, współautor Jan Peliwo, Wydaw. Uniwersytetu Warszawskiego, 1986
- Geograficzno-ekonomiczne problemy przemysłu spożywczego Polski : studium organizacji przestrzennej, Wydawnictwa UW, 1987
- Wpływ Warszawy na urbanizację strefy podmiejskiej  [red. nauk. t.] [W:] Prace i Studia Geograficzne, t. 13, Wydawnictwa Uniwersytetu Warszawskiego, 1992
- Geografia społeczno-ekonomiczna [red. nauk. t.] [W:] Prace i Studia Geograficzne, t. 18, Wydawnictwa Uniwersytetu Warszawskiego, 1996
- Kompendium geografii dla uczniów szkół średnich i kandydatów na studia, współautorzy Jan Kądziołka i Florian Plit, Wydawnictwa Szkolne i Pedagogiczne, 1998
- Od industrializacji do reindustrializacji, Wydawnictwa UW, 1998
- Geografia przemysłu, Wydaw. Naukowe PWN, 2000
- Geografia przemysłu, Wydawnictwo Uniwersytetu Warszawskiego, 2005
- Teoretyczne podstawy lokalizacji działalności gospodarczej, Uniwersytet Warszawski, Wydział Geografii i Studiów Regionalnych, 2007